# Lea (Lincolnshire)
Lea – wieś w Anglii, w hrabstwie Lincolnshire, w dystrykcie West Lindsey. Leży 21 km na północny zachód od Lincoln i 211 km na północ od Londynu.